# Ivana Hadži-Popović
Compléments
- Rédactrice littéraire à la maison d'édition Albatros Belgrade

Ivana Hadži-Popović (en serbe cyrillique : Ивана Хаџи-Поповић ; née en 1951 à Belgrade) est une écrivaine et traductrice serbe. En 2004, elle a remporté le prix Isidora Sekulić pour son roman Zamka (Piège).

## Biographie
Ivana Hadži-Popović a étudié au département d'études romanes de la faculté de philologie de Belgrade et a obtenu son diplôme de magistère. Elle travaille comme rédactrice littéraire et traductrice à la maison d'édition Albatros à Belgrade. Elle a traduit de nombreuses œuvres littéraires français d'auteurs tels que Catherine Clément, Catherine Cusset, Colette, Marguerite Duras, Maryam Madjidi, Anaïs Nin, Marguerite Yourcenar, Pierre Assouline, Benoît Duteurtre, Pierre Michon et Henry de Montherlant en serbe.
L’auteur est membre de l’Union internationale de la presse francophone et collabore fréquemment aux manifestations de l’Institut français de Serbie de Belgrade (par exemple en tant que modérateur des Journées Molière 2019) ou à la sélection de textes pour l’installation littéraire numérique du Théâtre Nouvelle Génération. Elle habite à Vračar,,.

## Œuvres sélectionnées
Romans
- Sezona trešanja (Saison des cerises), 1998
- Brod za Buenos Ajres (Un navire à Buenos Aires), 2001
- Zamka (Piège), 2004
- Na Hadrijanovom tragu (Sur la trace d'Hadrien), 2008
- Japanska kutija (Boîte japonaise), 2010
- Žena s buketom (La femme au bouquet), 2012
- Vatra i cvet (Le feu et la fleur), 2014
- Ljubičice Leonarda da Vinčija (Les lilas de Léonard de Vinci), 2017
- Senka doktora Junga (Ombre du docteur Jung), 2020

Essais
- Kolumbovo jaje (L’ œuf de Colomb), 2006
- Isidora, eros i tajna (Isidora, eros et mystère), 2009
- Poigravanje (Badinerie), 2011